# Csádban történt légi közlekedési balesetek listája
A Csádban történt légi közlekedési balesetek listája mind a halálos áldozattal járó, mind pedig a kisebb balesetek, meghibásodások miatt történt, gyakran csak az adott légiforgalmi járművet érintő baleseteket is tartalmazza évenkénti bontásban.

## Csádban történt légi közlekedési balesetek

### 2017
- 2017. szeptember 28., N’Djamena közelében. Egy Mirage 2000 N típusú vadászgép felszállás közben a repülőtér falának csapódott. A két pilóta katapultált, egyikük könnyebb sérüléseket szenvedett.[1]

### 2019
- 2019. március 13., Faya-Largeautól délnyugatra 70 km-rel. Lezuhant Csád Légierejének egyik Mi-24 típusú harci helikoptere.[2]